# آریهیرو فوجیمورا
آریهیرو فوجیمورا (انگلیسی: Arihiro Fujimura; ۶ مارس ۱۹۳۴ – ۱۶ مارس ۱۹۸۲) بازیگر، و صداپیشگی در ژاپن اهل ژاپن بود.